# Sesse Elangwe
 (décembre 2022).
Sesse Elangwe, de son nom complet Sesse Elangwe Ngeseli dit Sesse, né le 25 février 1994 à Ngaoundéré, est un peintre camerounais qui vit et travaille à San Antonio au Texas aux États-Unis.

## Biographie

### Jeunesse et études
Originaire de la région du Sud-Ouest du Cameroun, Sesse Elangwe naît le 25 février 1994 à Ngaoundéré dans la région de l'Adamaoua. Il est le quatrième enfant d'une fratrie de sept enfants. Passionné de dessin depuis l'école primaire, ce penchant se confirme lorsqu'en 2006, il entre à l'école secondaire et rejoint le « Le Crayon de D’jino », un programme de six ans sponsorisé par les Boissons du Cameroun. Il étudie à l'université de Buéa où il obtient un BSc en sciences politiques.

### Carrière
Après six années passées au programme sponsorisé par les Boissons du Cameroun, il est embauché pour enseigner, puis se lance dans une carrière artistique. Il organise sa première exposition en 2013 à Buéa, dans la région du Sud-Ouest du Cameroun, intitulée WHAT ABOUT US. Depuis lors, il participe à plus de vingt expositions dans le monde. Notamment, « The Last Picture Show » à Paris en 2018 ; « Transports concordants » au Texas, en 2021. Il est par ailleurs lauréat de plusieurs prix dont le 1er prix concours de storyboard Patrimonito de l’UNESCO en 2012. Il a pareillement été lauréat du 2e prix du festival Mur Mur au Burkina Faso en 2018.

## L'œuvre
En combinant l'héritage africain et des mouvements artistiques tels que le cubisme, le surréalisme et le pop art, les œuvres d'Elangwe s'enrichissent. Il perpétue avec confiance son esthétique pour documenter de manière critique certaines des conditions vécues par la communauté noire en Afrique.
Ses compositions respirent les mouvements artistiques qu'Elangwe admire, car il joue avec les notions de lumière et les lignes floues de la réalité. Il place ses personnages dans des décors captivants et pleins de profondeur pour créer ses scènes.
Ces scènes accentuent la magnificence de la peau et du visage de ses sujets. Le positionnement de leurs yeux plus grands que nature est le point focal qui éveille la curiosité et captive immédiatement le spectateur.
Leurs yeux grossis conduisent à un endroit existentiel entre l'ici et le maintenant sans bouger, l'immersion à son meilleur. Les yeux symbolisent un éveil qui encourage les spectateurs à se poser des questions difficiles un trait récurrent dans ses œuvres actuelles.